# Handball League Playoffs 2022
Die Quickline Handball League Playoffs 2022 waren die Playoffs der Handball League 2021/22, der höchsten Spielklasse des Handballs der Männer in der Schweiz. Sie waren die 24. Playoffs der Handball League.

## Modus
Die Playoffs wurden im Best-of-Five-Modus ausgetragen.

### Viertelfinals
Der Erste spielte gegen den Letzten der Hauptrunde. Der Zweite gegen den Siebten usw.

### Halbfinals
Der Sieger des Viertelfinals 1 spielte gegen den Sieger des Viertelfinals 4.
Der Sieger des Viertelfinals 2 spielte gegen den Sieger des Viertelfinals 3.

### Final
Die Sieger der Halbfinals spielten um den Schweizer-Meister-Titel.

## Playoffs-Baum
|  | Viertelfinal | Viertelfinal             | Viertelfinal       | Viertelfinal | Viertelfinal | Viertelfinal | Viertelfinal   |                       |                       | Halbfinal | Halbfinal | Halbfinal | Halbfinal | Halbfinal | Halbfinal | Halbfinal |  |  | Final | Final | Final | Final | Final | Final | Final |
|  |              |                          |                    |              |              |              |                |                       |                       |           |           |           |           |           |           |           |  |  |       |       |       |       |       |       |       |
|  | 1            | Kadetten Schaffhausen    | 38                 | 32           | 40           | 31           |                |                       |                       |           |           |           |           |           |           |           |  |  |       |       |       |       |       |       |       |
|  | 8            | BSV Bern                 | 28                 | 33           | 28           | 30           |                |                       |                       |           |           |           |           |           |           |           |  |  |       |       |       |       |       |       |       |
|  | 8            | BSV Bern                 | 28                 | 33           | 28           | 30           | 1              | Kadetten Schaffhausen | 34                    | 33        | 28        |           |           |           |           |           |  |  |       |       |       |       |       |       |       |
|  |              |                          |                    |              |              |              |                | Kadetten Schaffhausen | 34                    | 33        | 28        |           |           |           |           |           |  |  |       |       |       |       |       |       |       |
|  |              | 5                        | GC Amicitia Zürich | 29           | 32           | 21           |                |                       |                       |           |           |           |           |           |           |           |  |  |       |       |       |       |       |       |       |
|  | 4            | 5                        | GC Amicitia Zürich | 29           | 32           | 21           | HSC Suhr Aarau | 22                    | 27                    | 27        | 23        |           |           |           |           |           |  |  |       |       |       |       |       |       |       |
|  | 4            |                          |                    |              |              |              |                |                       | 27                    | 27        | 23        |           |           |           |           |           |  |  |       |       |       |       |       |       |       |
|  | 5            | GC Amicitia Zürich       | 30                 | 23           | 28 n. V.     | 28           |                |                       |                       |           |           |           |           |           |           |           |  |  |       |       |       |       |       |       |       |
|  |              |                          |                    |              |              |              |                | 1                     | Kadetten Schaffhausen | 30        | 28        | 29        |           |           |           |           |  |  |       |       |       |       |       |       |       |
|  |              | 2                        | Pfadi Winterthur   | 19           | 20           | 26           |                |                       |                       |           |           |           |           |           |           |           |  |  |       |       |       |       |       |       |       |
|  | 2            | Pfadi Winterthur         | 31                 | 34           | 32           | 27           | 32             |                       |                       |           |           |           |           |           |           |           |  |  |       |       |       |       |       |       |       |
|  | 7            | TSV St. Otmar St. Gallen | 30                 | 35 n. V.     | 25           | 31           | 31             |                       |                       |           |           |           |           |           |           |           |  |  |       |       |       |       |       |       |       |
|  | 7            | TSV St. Otmar St. Gallen | 30                 | 35 n. V.     | 25           | 31           | 31             | 2                     | Pfadi Winterthur      | 33        | 29        | 27        | 24        | 28        |           |           |  |  |       |       |       |       |       |       |       |
|  |              |                          |                    |              |              |              |                | 2                     | Pfadi Winterthur      | 33        | 29        | 27        | 24        | 28        |           |           |  |  |       |       |       |       |       |       |       |
|  |              | 3                        | Wacker Thun        | 26           | 33           | 19           | 31             | 23                    |                       |           |           |           |           |           |           |           |  |  |       |       |       |       |       |       |       |
|  | 3            | 3                        | Wacker Thun        | 26           | 33           | 19           | 31             | 23                    | Wacker Thun           | 25        | 31        | 29        |           |           |           |           |  |  |       |       |       |       |       |       |       |
|  | 3            |                          |                    |              |              |              |                |                       | Wacker Thun           | 25        | 31        | 29        |           |           |           |           |  |  |       |       |       |       |       |       |       |
|  | 6            | HC Kriens-Luzern         | 24                 | 28           | 27           |              |                |                       |                       |           |           |           |           |           |           |           |  |  |       |       |       |       |       |       |       |

## Spiele

### Viertelfinals

#### (1) Kadetten Schaffhausen gegen (8) BSV Bern
Übersicht
| Dienstag, 19. April 2022 18:45 Uhr | Kadetten Schaffhausen               | 38 : 28      | BSV Bern               | BBC-Arena, Schaffhausen Zuschauer: 417 Schiedsrichter: Brunner & Salah |
| Dienstag, 19. April 2022 18:45 Uhr | meiste Tore: Maros & Zehnder (Je 6) | (18 : 13)    | meiste Tore: Kaleb (9) | BBC-Arena, Schaffhausen Zuschauer: 417 Schiedsrichter: Brunner & Salah |
| Dienstag, 19. April 2022 18:45 Uhr | Strafen: 5×                         | Spielbericht | Strafen: 1× 9×         | BBC-Arena, Schaffhausen Zuschauer: 417 Schiedsrichter: Brunner & Salah |

| Freitag, 22. April 2022 19:30 Uhr | BSV Bern                   | 33 : 32      | Kadetten Schaffhausen                   | Mobiliar Arena, Gümligen Zuschauer: 643 Schiedsrichter: L. Hardegger & S. Hardegger |
| Freitag, 22. April 2022 19:30 Uhr | meiste Tore: Zetterman (8) | (18 : 15)    | meiste Tore: Cañellas & Schelker (Je 6) | Mobiliar Arena, Gümligen Zuschauer: 643 Schiedsrichter: L. Hardegger & S. Hardegger |
| Freitag, 22. April 2022 19:30 Uhr | Strafen: 6×                | Spielbericht | Strafen: 1× 9×                          | Mobiliar Arena, Gümligen Zuschauer: 643 Schiedsrichter: L. Hardegger & S. Hardegger |

| Donnerstag, 28. April 2022 18:15 Uhr TV: SRF zwei | Kadetten Schaffhausen    | 40 : 28      | BSV Bern               | BBC-Arena, Schaffhausen Zuschauer: 429 Schiedsrichter: Capoccia & Jucker |
| Donnerstag, 28. April 2022 18:15 Uhr TV: SRF zwei | meiste Tore: Zehnder (8) | (21 : 14)    | meiste Tore: Kaleb (7) | BBC-Arena, Schaffhausen Zuschauer: 429 Schiedsrichter: Capoccia & Jucker |
| Donnerstag, 28. April 2022 18:15 Uhr TV: SRF zwei | Strafen: 1× 5×           | Spielbericht | Strafen: 1× 7× 1×      | BBC-Arena, Schaffhausen Zuschauer: 429 Schiedsrichter: Capoccia & Jucker |

- Mirko  Popović (Bern) erhielt nach 10:28 min Spielzeit die Rote Karte.

| Samstag, 30. April 2022 19:00 Uhr | BSV Bern               | 30 : 31      | Kadetten Schaffhausen                  | Mobiliar Arena, Gümligen Zuschauer: 1011 Schiedsrichter: Brunner & Salah |
| Samstag, 30. April 2022 19:00 Uhr | meiste Tore: Kaleb (7) | (16 : 17)    | meiste Tore: Cañellas & Zehnder (Je 7) | Mobiliar Arena, Gümligen Zuschauer: 1011 Schiedsrichter: Brunner & Salah |
| Samstag, 30. April 2022 19:00 Uhr | Strafen: 1× 2×         | Spielbericht | Strafen: 1× 2×                         | Mobiliar Arena, Gümligen Zuschauer: 1011 Schiedsrichter: Brunner & Salah |

#### (4) HSC Suhr Aarau gegen (5) GC Amicitia Zürich
Übersicht
| Donnerstag, 21. April 2022 20:00 Uhr | HSC Suhr Aarau                           | 22 : 30      | GC Amicitia Zürich         | Sporthalle Schachen, Aarau Zuschauer: 706 Schiedsrichter: Capoccia & Jucker |
| Donnerstag, 21. April 2022 20:00 Uhr | meiste Tore: Reichmuth & Slaninka (Je 4) | (9 : 13)     | meiste Tore: Sluijters (6) | Sporthalle Schachen, Aarau Zuschauer: 706 Schiedsrichter: Capoccia & Jucker |
| Donnerstag, 21. April 2022 20:00 Uhr | Strafen: 1× 5×                           | Spielbericht | Strafen: 2× 7×             | Sporthalle Schachen, Aarau Zuschauer: 706 Schiedsrichter: Capoccia & Jucker |

| Sonntag, 24. April 2022 14:00 Uhr TV: SRF online | GC Amicitia Zürich         | 23 : 27      | HSC Suhr Aarau           | Dreifachhalle Hardau, Zürich Zuschauer: 425 Schiedsrichter: Keist & Winkler |
| Sonntag, 24. April 2022 14:00 Uhr TV: SRF online | meiste Tore: Hrachovec (6) | (10 : 14)    | meiste Tore: Ferraz (11) | Dreifachhalle Hardau, Zürich Zuschauer: 425 Schiedsrichter: Keist & Winkler |
| Sonntag, 24. April 2022 14:00 Uhr TV: SRF online | Strafen: 4× 1×             | Spielbericht | Strafen: 2× 3× 1×        | Dreifachhalle Hardau, Zürich Zuschauer: 425 Schiedsrichter: Keist & Winkler |

- Eine Sekunde vor Ende der ersten Halbzeit kam Martin Slaninka (HSC) zu einer freien Schusschance, dabei griff Tomer Bodenheimer (GC) von hinten in den Arm. Diese Aktion löste eine Rudelbildung aus, dabei erhielten Luigj Quni (GC) und  Slaninka (HSC) die Rote Karte. Bodenheimer erhielt für das Foul an Slanika eine Zweiminutenstrafe.[7]

| Donnerstag, 28. April 2022 20:00 Uhr | HSC Suhr Aarau           | 27 : 28 n. V.      | GC Amicitia Zürich            | Sporthalle Schachen, Aarau Zuschauer: 720 Schiedsrichter: Abalo & Maurer |
| Donnerstag, 28. April 2022 20:00 Uhr | meiste Tore: Ferraz (10) | (6 : 9), (22 : 22) | meiste Tore: 5 Spieler (Je 4) | Sporthalle Schachen, Aarau Zuschauer: 720 Schiedsrichter: Abalo & Maurer |
| Donnerstag, 28. April 2022 20:00 Uhr | Strafen: 5×              | Spielbericht       | Strafen: 1× 5×                | Sporthalle Schachen, Aarau Zuschauer: 720 Schiedsrichter: Abalo & Maurer |

| Sonntag, 1. Mai 2022 14:00 Uhr TV: SRF online | GC Amicitia Zürich            | 28 : 23      | HSC Suhr Aarau          | Dreifachhalle Hardau, Zürich Zuschauer: 432 Schiedsrichter: Boshkoski & Stalder |
| Sonntag, 1. Mai 2022 14:00 Uhr TV: SRF online | meiste Tore: 3 Spieler (Je 6) | (15 : 8)     | meiste Tore: Ferraz (7) | Dreifachhalle Hardau, Zürich Zuschauer: 432 Schiedsrichter: Boshkoski & Stalder |
| Sonntag, 1. Mai 2022 14:00 Uhr TV: SRF online | Strafen: 1× 5×                | Spielbericht | Strafen: 2× 6×          | Dreifachhalle Hardau, Zürich Zuschauer: 432 Schiedsrichter: Boshkoski & Stalder |

#### (2) Pfadi Winterthur gegen (7) TSV St. Otmar St. Gallen
Übersicht
| Donnerstag, 21. April 2022 20:15 Uhr TV: SRF online und SRF info (Schlussphase) | Pfadi Winterthur                             | 31 : 30      | TSV St. Otmar St. Gallen    | Axa-Arena, Winterthur Zuschauer: 1096 Schiedsrichter: Hennig & Meier |
| Donnerstag, 21. April 2022 20:15 Uhr TV: SRF online und SRF info (Schlussphase) | meiste Tore: Tynowski & Tskhovrebadze (Je 8) | (16 : 15)    | meiste Tore: Pietrasik (13) | Axa-Arena, Winterthur Zuschauer: 1096 Schiedsrichter: Hennig & Meier |
| Donnerstag, 21. April 2022 20:15 Uhr TV: SRF online und SRF info (Schlussphase) | Strafen: 1× 5×                               | Spielbericht | Strafen: 1× 9×              | Axa-Arena, Winterthur Zuschauer: 1096 Schiedsrichter: Hennig & Meier |

| Sonntag, 24. April 2022 18:00 Uhr TV: Sport1 | TSV St. Otmar St. Gallen    | 35 : 34 n. V.        | Pfadi Winterthur               | Kreuzbleiche, St. Gallen Zuschauer: 1300 Schiedsrichter: Brunner & Salah |
| Sonntag, 24. April 2022 18:00 Uhr TV: Sport1 | meiste Tore: Pietrasik (16) | (15 : 16), (27 : 27) | meiste Tore: Tskhovrebadze (9) | Kreuzbleiche, St. Gallen Zuschauer: 1300 Schiedsrichter: Brunner & Salah |
| Sonntag, 24. April 2022 18:00 Uhr TV: Sport1 | Strafen: 1× 3×              | Spielbericht         | Strafen: 4×                    | Kreuzbleiche, St. Gallen Zuschauer: 1300 Schiedsrichter: Brunner & Salah |

| Mittwoch, 27. April 2022 18:15 Uhr TV: Sport1 | Pfadi Winterthur     | 32 : 25      | TSV St. Otmar St. Gallen   | Axa-Arena, Winterthur Zuschauer: 1311 Schiedsrichter: Castiñeiras & Zwahlen |
| Mittwoch, 27. April 2022 18:15 Uhr TV: Sport1 | meiste Tore: Jud (8) | (15 : 10)    | meiste Tore: Pietrasik (7) | Axa-Arena, Winterthur Zuschauer: 1311 Schiedsrichter: Castiñeiras & Zwahlen |
| Mittwoch, 27. April 2022 18:15 Uhr TV: Sport1 | Strafen: 2× 4×       | Spielbericht | Strafen: 1× 2×             | Axa-Arena, Winterthur Zuschauer: 1311 Schiedsrichter: Castiñeiras & Zwahlen |

| Sonntag, 1. Mai 2022 14:00 Uhr | TSV St. Otmar St. Gallen | 31 : 27      | Pfadi Winterthur          | Kreuzbleiche, St. Gallen Zuschauer: 1376 Schiedsrichter: Hennig & Meier |
| Sonntag, 1. Mai 2022 14:00 Uhr | meiste Tore: Fricker (6) | (17 : 14)    | meiste Tore: Tynowski (7) | Kreuzbleiche, St. Gallen Zuschauer: 1376 Schiedsrichter: Hennig & Meier |
| Sonntag, 1. Mai 2022 14:00 Uhr | Strafen: 1× 4×           | Spielbericht | Strafen: 4×               | Kreuzbleiche, St. Gallen Zuschauer: 1376 Schiedsrichter: Hennig & Meier |

| Mittwoch, 4. Mai 2022 18:15 Uhr TV: SRF zwei | Pfadi Winterthur                | 32 : 31      | TSV St. Otmar St. Gallen   | Axa-Arena, Winterthur Zuschauer: 1561 Schiedsrichter: Capoccia & Jucker |
| Mittwoch, 4. Mai 2022 18:15 Uhr TV: SRF zwei | meiste Tore: Tskhovrebadze (10) | (16 : 14)    | meiste Tore: Pietrasik (9) | Axa-Arena, Winterthur Zuschauer: 1561 Schiedsrichter: Capoccia & Jucker |
| Mittwoch, 4. Mai 2022 18:15 Uhr TV: SRF zwei | Strafen: 2× 6×                  | Spielbericht | Strafen: 1× 7×             | Axa-Arena, Winterthur Zuschauer: 1561 Schiedsrichter: Capoccia & Jucker |

#### (3) Wacker Thun gegen (6) HC Kriens-Luzern
Übersicht
| Mittwoch, 20. April 2022 20:15 Uhr TV: Sport1 | Wacker Thun            | 25 : 24      | HC Kriens-Luzern         | Sporthalle Lachen, Thun Zuschauer: 980 Schiedsrichter: Keist & Winkler |
| Mittwoch, 20. April 2022 20:15 Uhr TV: Sport1 | meiste Tore: Raemy (6) | (13 : 12)    | meiste Tore: Lapajne (6) | Sporthalle Lachen, Thun Zuschauer: 980 Schiedsrichter: Keist & Winkler |
| Mittwoch, 20. April 2022 20:15 Uhr TV: Sport1 | Strafen: 3× 4×         | Spielbericht | Strafen: 2× 6×           | Sporthalle Lachen, Thun Zuschauer: 980 Schiedsrichter: Keist & Winkler |

| Sonntag, 24. April 2022 16:00 Uhr | HC Kriens-Luzern         | 28 : 31      | Wacker Thun                      | Turnhalle Maihof, Luzern Zuschauer: 1000 Schiedsrichter: Capoccia & Jucker |
| Sonntag, 24. April 2022 16:00 Uhr | meiste Tore: Lapajne (8) | (11 : 11)    | meiste Tore: von Deschwanden (7) | Turnhalle Maihof, Luzern Zuschauer: 1000 Schiedsrichter: Capoccia & Jucker |
| Sonntag, 24. April 2022 16:00 Uhr | Strafen: 1× 7×           | Spielbericht | Strafen: 6×                      | Turnhalle Maihof, Luzern Zuschauer: 1000 Schiedsrichter: Capoccia & Jucker |

| Donnerstag, 28. April 2022 19:30 Uhr | Wacker Thun                      | 29 : 27      | HC Kriens-Luzern        | Sporthalle Lachen, Thun Zuschauer: 1550 Schiedsrichter: Brunner & Salah |
| Donnerstag, 28. April 2022 19:30 Uhr | meiste Tore: von Deschwanden (8) | (15 : 13)    | meiste Tore: Harbuz (8) | Sporthalle Lachen, Thun Zuschauer: 1550 Schiedsrichter: Brunner & Salah |
| Donnerstag, 28. April 2022 19:30 Uhr | Strafen: 7× 1×                   | Spielbericht | Strafen: 1× 6× 1×       | Sporthalle Lachen, Thun Zuschauer: 1550 Schiedsrichter: Brunner & Salah |

- Miloš Orbović (Kriens) und Lukas von Deschwanden (Wacker) erhielten nach 54:20 bzw. 55:22 min Spielzeit die Rote Karte.

### Halbfinals

#### (1) Kadetten Schaffhausen gegen (5) GC Amicitia Zürich
Übersicht
| Donnerstag, 12. Mai 2022 18:15 Uhr TV: SRF online (Anfang) und SRF zwei | Kadetten Schaffhausen  | 34 : 29      | GC Amicitia Zürich     | BBC-Arena, Schaffhausen Zuschauer: 659 Schiedsrichter: Castiñeiras & Zwahlen |
| Donnerstag, 12. Mai 2022 18:15 Uhr TV: SRF online (Anfang) und SRF zwei | meiste Tore: Maros (8) | (18 : 15)    | meiste Tore: Maric (8) | BBC-Arena, Schaffhausen Zuschauer: 659 Schiedsrichter: Castiñeiras & Zwahlen |
| Donnerstag, 12. Mai 2022 18:15 Uhr TV: SRF online (Anfang) und SRF zwei | Strafen: 1× 2×         | Spielbericht | Strafen: 3×            | BBC-Arena, Schaffhausen Zuschauer: 659 Schiedsrichter: Castiñeiras & Zwahlen |

| Sonntag, 15. Mai 2022 16:00 Uhr | GC Amicitia Zürich         | 32 : 33      | Kadetten Schaffhausen  | Dreifachhalle Hardau, Zürich Zuschauer: 444 Schiedsrichter: Capoccia & Jucker |
| Sonntag, 15. Mai 2022 16:00 Uhr | meiste Tore: Sluijters (7) | (15 : 15)    | meiste Tore: Maros (6) | Dreifachhalle Hardau, Zürich Zuschauer: 444 Schiedsrichter: Capoccia & Jucker |
| Sonntag, 15. Mai 2022 16:00 Uhr | Strafen: 2× 5× 1×          | Spielbericht | Strafen: 1× 5×         | Dreifachhalle Hardau, Zürich Zuschauer: 444 Schiedsrichter: Capoccia & Jucker |

- Marijan Maric (Zürich) erhielt nach 27:43 min Spielzeit die Blaue Karte, nachdem er eine Zweiminutenstrafe auf Grund von «hämischem Applaudieren» bekommen hatte.[15] Maric wurde vom Schiedsgericht mit einer Sperre von einem Spiel bestraft.[16]

| Donnerstag, 19. Mai 2022 18:00 Uhr TV: SRF zwei | Kadetten Schaffhausen  | 28 : 21      | GC Amicitia Zürich         | BBC-Arena, Schaffhausen Zuschauer: 622 Schiedsrichter: Boshkoski & Stalder |
| Donnerstag, 19. Mai 2022 18:00 Uhr TV: SRF zwei | meiste Tore: Kusio (5) | (15 : 12)    | meiste Tore: Hrachovec (6) | BBC-Arena, Schaffhausen Zuschauer: 622 Schiedsrichter: Boshkoski & Stalder |
| Donnerstag, 19. Mai 2022 18:00 Uhr TV: SRF zwei | Strafen: 5×            | Spielbericht | Strafen: 2× 5×             | BBC-Arena, Schaffhausen Zuschauer: 622 Schiedsrichter: Boshkoski & Stalder |

#### (2) Pfadi Winterthur gegen (3) Wacker Thun
Übersicht
| Donnerstag, 12. Mai 2022 18:15 Uhr | Pfadi Winterthur                          | 33 : 26      | Wacker Thun                       | Axa-Arena, Winterthur Zuschauer: 1278 Schiedsrichter: Abalo & Maurer |
| Donnerstag, 12. Mai 2022 18:15 Uhr | meiste Tore: Leventoux & Hadjsadok (Je 5) | (16 : 12)    | meiste Tore: Raemy & Suter (Je 6) | Axa-Arena, Winterthur Zuschauer: 1278 Schiedsrichter: Abalo & Maurer |
| Donnerstag, 12. Mai 2022 18:15 Uhr | Strafen: 5×                               | Spielbericht | Strafen: 2×                       | Axa-Arena, Winterthur Zuschauer: 1278 Schiedsrichter: Abalo & Maurer |

| Sonntag, 15. Mai 2022 16:00 Uhr TV: SRF zwei | Wacker Thun              | 33 : 29      | Pfadi Winterthur                        | Sporthalle Lachen, Thun Zuschauer: 1610 Schiedsrichter: Brunner & Salah |
| Sonntag, 15. Mai 2022 16:00 Uhr TV: SRF zwei | meiste Tore: Linder (10) | (15 : 12)    | meiste Tore: Jud & Tskhovrebadze (Je 6) | Sporthalle Lachen, Thun Zuschauer: 1610 Schiedsrichter: Brunner & Salah |
| Sonntag, 15. Mai 2022 16:00 Uhr TV: SRF zwei | Strafen: 5×              | Spielbericht | Strafen: 5×                             | Sporthalle Lachen, Thun Zuschauer: 1610 Schiedsrichter: Brunner & Salah |

| Donnerstag, 19. Mai 2022 18:30 Uhr | Pfadi Winterthur         | 27 : 19      | Wacker Thun                | Axa-Arena, Winterthur Zuschauer: 1658 Schiedsrichter: Hennig & Meier |
| Donnerstag, 19. Mai 2022 18:30 Uhr | meiste Tore: Leopold (6) | (17 : 9)     | meiste Tore: Dannmeyer (7) | Axa-Arena, Winterthur Zuschauer: 1658 Schiedsrichter: Hennig & Meier |
| Donnerstag, 19. Mai 2022 18:30 Uhr | Strafen: 1× 7×           | Spielbericht | Strafen: 1× 4×             | Axa-Arena, Winterthur Zuschauer: 1658 Schiedsrichter: Hennig & Meier |

| Sonntag, 22. Mai 2022 16:00 Uhr TV: SRF online | Wacker Thun            | 31 : 24      | Pfadi Winterthur                          | Sporthalle Lachen, Thun Zuschauer: 1635 Schiedsrichter: Brunner & Salah |
| Sonntag, 22. Mai 2022 16:00 Uhr TV: SRF online | meiste Tore: Suter (8) | (16 : 6)     | meiste Tore: Pecoraro & Sidorowicz (Je 6) | Sporthalle Lachen, Thun Zuschauer: 1635 Schiedsrichter: Brunner & Salah |
| Sonntag, 22. Mai 2022 16:00 Uhr TV: SRF online | Strafen: 1× 4×         | Spielbericht | Strafen: 4× 1×                            | Sporthalle Lachen, Thun Zuschauer: 1635 Schiedsrichter: Brunner & Salah |

- Remi Leventoux (Winterthur) erhielt nach 33:37 min Spielzeit die Blaue Karte für ein Foul gegen Nicolas Raemy. Das Schiedsgericht bestrafte ihn nach Spielschluss mit zwei Spielsperren und einer Geldstrafe im dreistelligen Bereich.[21]

| Donnerstag, 26. Mai 2022 20:15 Uhr TV: SRF online | Pfadi Winterthur               | 28 : 23      | Wacker Thun            | Axa-Arena, Winterthur Zuschauer: 2000 Schiedsrichter: Brunner & Salah |
| Donnerstag, 26. Mai 2022 20:15 Uhr TV: SRF online | meiste Tore: Tskhovrebadze (6) | (14 : 12)    | meiste Tore: Suter (4) | Axa-Arena, Winterthur Zuschauer: 2000 Schiedsrichter: Brunner & Salah |
| Donnerstag, 26. Mai 2022 20:15 Uhr TV: SRF online | Strafen: 2× 4×                 | Spielbericht | Strafen: 1× 7×         | Axa-Arena, Winterthur Zuschauer: 2000 Schiedsrichter: Brunner & Salah |

### Final: (1) Kadetten Schaffhausen gegen (2) Pfadi Winterthur
Übersicht
| Donnerstag, 2. Juni 2022 18:00 Uhr TV: SRF online (Anfang) und SRF zwei | Kadetten Schaffhausen  | 30 : 19      | Pfadi Winterthur   | BBC-Arena, Schaffhausen Zuschauer: 1574 Schiedsrichter: Henning & Meier |
| Donnerstag, 2. Juni 2022 18:00 Uhr TV: SRF online (Anfang) und SRF zwei | meiste Tore: Zehnder 7 | (15 : 10)    | meiste Tore: Jud 5 | BBC-Arena, Schaffhausen Zuschauer: 1574 Schiedsrichter: Henning & Meier |
| Donnerstag, 2. Juni 2022 18:00 Uhr TV: SRF online (Anfang) und SRF zwei | Strafen: 5×            | Spielbericht | Strafen: 6×        | BBC-Arena, Schaffhausen Zuschauer: 1574 Schiedsrichter: Henning & Meier |

| Sonntag, 5. Juni 2022 17:00 Uhr TV: SRF info | Pfadi Winterthur              | 20 : 28      | Kadetten Schaffhausen     | Axa-Arena, Winterthur Zuschauer: 2000 Schiedsrichter: Capoccia & Jucker |
| Sonntag, 5. Juni 2022 17:00 Uhr TV: SRF info | meiste Tore: 3 Spieler (Je 4) | (10 : 11)    | meiste Tore: Schelker (6) | Axa-Arena, Winterthur Zuschauer: 2000 Schiedsrichter: Capoccia & Jucker |
| Sonntag, 5. Juni 2022 17:00 Uhr TV: SRF info | Strafen: 1× 5× 1×             | Spielbericht | Strafen: 1× 5×            | Axa-Arena, Winterthur Zuschauer: 2000 Schiedsrichter: Capoccia & Jucker |

- Roman Sidorowicz (Winterthur) erhielt nach 49:11 min Spielzeit die Blaue Karte.

| Dienstag, 7. Juni 2022 18:00 Uhr TV: SRF zwei | Kadetten Schaffhausen    | 29 : 26      | Pfadi Winterthur            | BBC-Arena, Schaffhausen Zuschauer: 2473 Schiedsrichter: Boshkoski & Stalder |
| Dienstag, 7. Juni 2022 18:00 Uhr TV: SRF zwei | meiste Tore: Zehnder (5) | (16:10)      | meiste Tore: Sidorowicz (8) | BBC-Arena, Schaffhausen Zuschauer: 2473 Schiedsrichter: Boshkoski & Stalder |
| Dienstag, 7. Juni 2022 18:00 Uhr TV: SRF zwei | Strafen: 1× 3×           | Spielbericht | Strafen: 1× 6×              | BBC-Arena, Schaffhausen Zuschauer: 2473 Schiedsrichter: Boshkoski & Stalder |

## Meistermannschaft der Kadetten Schaffhausen
| Schweizer Meister Kadetten Schaffhausen | Mannschaft: Mats Hirt, Lionel Mirdita, Sadok Ben Romdhane, Patrice Bührer, Noé Hottinger, Nicolas Waldvogel, Ephrahim Jerry, Lukas Herburger, Donát Bartók, Michael Kusio, Zoran Markovic, Nik Tominec, Joan Cañellas, Philip Novak, Maximilian Gerbl, Luka Maros, Jonas Schelker, Dimitrij Küttel, Kristian Pilipović, Erik Schmidt, Torben Matzken, Jonas Schopper, Samuel Zehnder, Garcia Ignacio Biosca, Marvin Lier Cheftrainer: Aðalsteinn Eyjólfsson Torhütertrainer: Dragan Jerković Betreuer: Max Böni & Fredy Thalmann Geschäftsführer: David Graubner Präsident: Giorgio Behr |